# ヴェリタス (小惑星)
ヴェリタス (490 Veritas) は小惑星帯の小惑星である。ハイデルベルク天文台でマックス・ヴォルフによって発見された。ヴェリタスはラテン語で真理を意味する。
ヴェリタスの直径は115kmあり、ヴェリタス族の小惑星の中では直径125kmの (92) ウンディナに次いで大きい。

## ヴェリタス族
ヴェリタス族は小惑星族の一つで、300個強の小惑星からなる。約800万年前に直径150km以上の小惑星に別の小惑星が衝突して出来た破片である。
コロラド州ボルダーにあるサウスウェスト研究所のデヴィッド・ネスヴォルニーがヴェリタス族の天体の軌道からさかのぼって衝突の時期を求め、カリフォルニア工科大学のケネス・フェアリーらが同時期の海底の地層に通常の4倍の宇宙塵が堆積していた証拠を発見した。小惑星同士の衝突の証拠が見つかったのはこれが最初である。
宇宙塵は150万年にわたって地球に降り注いだと見られている。